# Menandro Minahim
Menandro Minahim (Salvador, 27 de março de 1917 — 22 de junho de 1996) foi um médico e político brasileiro.